# Rivalidad futbolística entre México y Estados Unidos
La rivalidad futbolística entre México y Estados Unidos, cuyos encuentros se denominan Clásico de Concacaf o Clásico de Norteamérica, es el enfrentamiento de las selecciones de fútbol de ambos países. Si bien se presenta también a nivel de clubes, es cuando se enfrentan los combinados nacionales donde se hace más notoria.
Tanto la Selección de México en Estados Unidos, como la Selección de Estados Unidos en México, son consideradas como el rival más importante. Y aunque ambas selecciones comparten también otros duelos muy relevantes, estas dos naciones protagonizan el principal clásico del área de Concacaf, no solo por la histórica rivalidad futbolística, sino también por la rivalidad entre ambas aficiones. Ambas selecciones son las más exitosas de su confederación, siendo las únicas junto a Canadá en ganar la Copa Oro desde 1991, también se distinguen como los equipos nacionales de Concacaf con más Copas mundiales disputadas. Inclusive son los únicos países de su confederación en organizar al menos una sola ocasión una Copa Mundial de Fútbol.
El número de victorias en partidos entre selecciones mayores, desde el primero disputado en 1934, siempre se ha mantenido inclinado hacia México. Es así que el historial de enfrentamientos oficiales según la FIFA, de un total de 78 encuentros, muestra 37 triunfos para México, 24 para Estados Unidos y 17 empates. 
Durante muchos años este encuentro no era considerado como un clásico debido a que el fútbol, o «soccer» como es conocido en Estados Unidos, no era un deporte popular en el país y su selección era regularmente vencida contundentemente por la selección mexicana. La situación cambió después de la Copa Mundial de Fútbol de 1994 celebrada en Estados Unidos, cuando supuso un fuerte impulso en el desarrollo del fútbol. Con tal motivo, el partido entre México y Costa Rica, hasta entonces era considerada la mayor rivalidad de Concacaf, fue cambiando debido al crecimiento futbolístico del fútbol estadounidense y sus participaciones en distintas competiciones hasta convertirse en el mayor rival mexicano.

## Historia
El origen de la rivalidad surgió en el primer encuentro disputado entre estos seleccionados, que fue oficial, ambos disputaron la clasificación a la Copa Mundial de Fútbol de 1934 en Italia en el estadio Nacional del Partido Fascista de Roma el 24 de mayo de 1934. Estados Unidos venció 4-2 a México con «póker» del ítalo-estadounidense Aldo Donelli; los mexicanos Manuel Alonso y Dionisio Mejía descontaron.
Después de aquel partido comenzó una época de absoluto dominio de la Selección de México, del 12 de septiembre de 1937 al 9 de noviembre de 1980 se disputaron 24 encuentros, los cuales fueron en su mayoría de Clasificación para la Copa Mundial. Fueron 21 triunfos para México y tres empates. Hubo múltiples victorias abultadas de México sobre Estados Unidos.
El 23 de noviembre de 1980, en un partido de clasificatoria rumbo a la Copa Mundial de Fútbol de 1982, Estados Unidos rompió la mayor racha en su historia de 46 años y 24 partidos sin vencer a México con un triunfo de 2-1 en Fort Lauderdale.
Para el año de 1991 la Concacaf cambió el formato y el nombre de la Copa Concacaf a «Copa Oro de la Concacaf», el primer renovado torneo tuvo lugar en Estados Unidos, Ambos equipos se cruzaron en semifinales, los estadounidenses triunfaron 2-0, fue la primera victoria de los locales ante los mexicanos en un torneo continental, cabe destacar que después consiguieron su primer título oficial venciendo en la final a Honduras en penales.
El 25 de julio de 1993 disputaron la final de la Copa Oro, en el estadio Azteca, México resultó vencedor por 4-0 con anotaciones de Ignacio Ambriz, Luis Roberto Alves, Guillermo Cantú y un autogol de Desmond Armstrong.
Como invitados a la Copa América 1995 en Uruguay, los equipos chocaron en los cuartos de final, sin anotación luego de cumplidos los 90 minutos de tiempo reglamentario y los 30 minutos de tiempo adicional, Estados Unidos ganó su pase a semifinales venciendo 4-1 en penales. El 18 de junio de 1995, Estados venció 4-0 a México en la final de la Copa USA, el choque fue disputado en el Robert F. Kennedy Memorial Stadium, las anotaciones americanas fueron de Wegerle, Thomas Dooley, Harkes y Claudio Reyna; ese fue el mayor resultado de los estadounidenses ante los mexicanos.
El 2 de noviembre de 1997, Estados Unidos consiguió su primer empate histórico (0-0) como visitante en el Estadio Azteca, en la clasificación para la Copa Mundial de 1998. 
El 15 de febrero de 1998, los seleccionados disputaron su segunda final de Copa Oro; Luis Hernández le dio el triunfo a México con una solitaria anotación. Ambos países se clasificaron a la Copa Confederaciones de 1999, México como campeón y anfitrión y Estados Unidos como subcampeón de Concacaf. 
El 1 de agosto de 1999, México como local venció 1-0 a Estados Unidos en la semifinal de la Copa FIFA Confederaciones 1999, Cuauhtémoc Blanco marcó en la prórroga el gol de oro, después México conseguiría su primer título del torneo ante Brasil.
El 17 de junio de 2002, las selecciones se enfrentaron en los octavos de final de la Copa Mundial de Fútbol de 2002 en Jeonju, Corea del Sur, los mexicanos tenían el papel de favoritos por clasificar como primero de su grupo, sin embargo los estadounidenses vencieron 2-0 con los veteranos Brian McBride, Cobi Jones y Claudio Reyna y un joven Landon Donovan, siendo el autor de uno de los tantos junto con McBride de la victoria más importante de esta rivalidad. Un episodio negativo se vivió cuando Rafael Márquez ante la impotencia le propinó un cabezazo a Cobi Jones y salió expulsado al minuto 88'. A partir de aquel encuentro la balanza de triunfos se inclinó hacia las barras y las estrellas, en encuentros eliminatorios y en partidos amistosos. Gracias a aquel triunfo la rivalidad acrecentó. El partido dio una nueva época para Estados Unidos, el «Dos a Cero (2–0)» de la eliminatoria de 2001 en Columbus había iniciado aquel sobrenombre hacia México de los aficionados estadounidenses, a partir de ese partido en eliminatorias de 2005, 2009 y 2013, la semifinal de 2-0 de la copa oro 1991 y múltiples amistosos, se sumaron a la lista de triunfos estadounidenses contra México por ese marcador.
Una nueva final se suscitó en la Copa Oro 2007, los estadounidenses resultaron vencedores por 2-1 con goles de Landon Donovan y Benny Feilhaber, con ello sellaron su participación en la Copa Confederaciones 2009; por parte de México, Andrés Guardado había adelantado el marcador.
La final se repitió dos años después en la Copa Oro 2009, la selección de México tomó revancha de la final anterior con un histórico 5-0, el último resultado contundente había sido el 4-0 en la final de 1993.
México logró revalidar su título dos años después el 26 de junio de 2011, recuperando su hegemonía ante los estadounidenses. Durante el encuentro remontó un 2-0 en contra y el futbolista Giovanni dos Santos marcó un destacado gol para cerrar la cuenta por 4-2.
El 15 de agosto de 2012, Estados Unidos consiguió su primer triunfo histórico en suelo mexicano con gol del mexico-estadounidense Michael Orozco, en un encuentro amistoso en el estadio Azteca.
El 10 de octubre de 2015, Estados Unidos como campeón de 2013 y México como campeón de 2015 disputaron el boleto a la Copa Confederaciones 2017, con anotaciones de Geoff Cameron y Bobby Wood por parte de Estados Unidos; y Javier Hernández Balcázar, Oribe Peralta y Paul Aguilar para los visitantes. La selección de México consiguió el cupo con un triunfo en la prórroga por 3-2.
El 11 de noviembre de 2016, México venció por primera vez como visitante a Estados Unidos después de 44 años para las clasificatorias, el resultado fue de 2-1, finalizando también la racha de cuatro derrotas por 2-0 en Columbus desde la eliminatoria del Mundial de 2002.
Tras el fracaso en la edición de 2017, México se enfrentó al vigente campeón Estados Unidos en la final de la Copa Oro 2019, siendo la sexta vez que ambas escuadras se enfrentan en dicha instancia. Los mexicanos se consagraron campeones con un marcador de 1-0 gracias a la anotación de Jonathan Dos Santos.
El 6 de junio de 2021, se disputaría la final de la Liga de Naciones de la Concacaf 2019-20. La selección de México comenzó ganando apenas después de iniciarse con el gol de Tecatito Corona; sin embargo, llegaría Gio Reyna para empatar en el minuto 27. Faltando once minutos para el final, Diego Lainez le devolvería la ventaja a su equipo, ventaja que duraría solo cuatro minutos después de que Weston McKennie volviera a igualar el marcador. En el tiempo suplementario, Christian Pulisic puso en ventaja a los estadounidenses por primera vez en el partido desde el punto penal. México tuvo la oportunidad de empatar en el minuto 120 después de pitarse un penal a favor, sin embargo, el arquero Ethan Horvath atajó el tiro de Andrés Guardado, por lo que los Estados Unidos se alzaron con el primer trofeo de la Liga de Naciones de Concacaf.
Un mes y medio después de esa victoria estadounidense, se jugaría la final Copa Oro 2021, marcando la primera vez en que el llamado Clásico de Norteamérica se define en dos torneos diferentes en un mismo año. El partido era mayormente dominado por los mexicanos, pero pese a ello, estos no supieron marcar la diferencia con goles llevando la contienda nuevamente al suplementario. Allí es cuando Estados Unidos supo capitalizar una descentralización en táctica fija y terminaron por marcar el único gol del partido por conducto de Miles Robinson. Con esto, la selección de las barras y las estrellas se adjudicarían otra victoria sobre el acérrimo rival de la región.
En la semifinal de la Liga de Naciones de la Concacaf 2022-23 el 15 de junio de 2023, ambas naciones se vieron enfrentadas nuevamente en dicha competición. El equipo estadounidense terminó imponiéndose al mexicano por un marcador de 3-0 con cuatro expulsiones para cada bando. El partido sería histórico ya que se daba la primera vez que Estados Unidos derrotaba en un partido oficial a México por una diferencia de +3 anotaciones, demostrándose nuevamente el progreso futbolístico que el país ha estado llevando a nivel de selecciones desde hace una década.
El 15 de octubre de 2024, en un partido amistoso disputado en el Estadio Akron, México hizo valer su localía y derrotó por 2-0 a los Estados Unidos con goles de Raúl Jiménez y César Huerta. Aunque ambos equipos presentaron una plantilla sin casi todos sus titulares habituales, esta victoria significó el final de la racha de siete partidos sin ganarle al acérrimo rival desde septiembre de 2019, además de terminar la racha de cuatro empates consecutivos en un clásico de Concacaf disputado en tierras mexicanas desde agosto de 2009.
El 6 de julio de 2025, en la final de la Copa Oro de la CONCACAF, México remontó para derrotar a Estados Unidos 2-1 en un partido oficial por primera vez desde 2019, terminando con otra racha de seis años sin vencerles en partidos de dicho calibre.

## Comparativa

### Datos generales
| Asunto                                   | México                                                                          | Estados Unidos                                     |
| ---------------------------------------- | ------------------------------------------------------------------------------- | -------------------------------------------------- |
| Nombre de la federación                  | FEMEXFUT                                                                        | USSF                                               |
| Año de fundación                         | 1922                                                                            | 1913                                               |
| Año de afiliación a la FIFA              | 1929                                                                            | 1914                                               |
| Año de afiliación a la CONCACAF          | 1961                                                                            | 1961                                               |
| Nombre de la liga                        | Primera División de México                                                      | Major League Soccer                                |
| Sede principal                           | Estadio Azteca                                                                  | Sin sede fija                                      |
| Capacidad del estadio                    | 87 000 espectadores                                                             | —                                                  |
| Mejor posición en Ranking FIFA (mensual) | 4° (febrero de 1998)                                                            | 4° (abril de 2006)                                 |
| Peor posición en Ranking FIFA (mensual)  | 40° (julio de 2015)                                                             | 36° (julio de 2012)                                |
| Mejor posición en Ranking FIFA (anual)   | 5° (1997 y 2005)                                                                | 8° (2005)                                          |
| Peor posición en Ranking FIFA (anual)    | 27° (2010)                                                                      | 34° (2011)                                         |
| Máximo goleador                          | Javier Hernández (52)                                                           | Landon Donovan (57)                                |
| Jugador con más partidos                 | Andrés Guardado (180)                                                           | Cobi Jones (164)                                   |
| Encuentros oficiales FIFA                | 970                                                                             | 797                                                |
| Mejor resultado                          | 11:0 vs. San Vicente y las Granadinas Ciudad de México — 6 de diciembre de 1992 | 8:0 vs. Barbados Los Ángeles — 15 de junio de 2008 |
| Peor resultado                           | 0:8 vs. Inglaterra Londres — 10 de mayo de 1961                                 | 0:11 vs. Noruega Oslo — 6 de agosto de 1948        |

Datos actualizados: 8 de julio de 2025.

### Datos en competiciones
| Asunto                                     | México                                | Estados Unidos                        |
| ------------------------------------------ | ------------------------------------- | ------------------------------------- |
| Participaciones en Copa Mundial de Fútbol  | 17                                    | 11                                    |
| Participaciones en Copa Confederaciones    | 7                                     | 4                                     |
| Participaciones en Copa América            | 10                                    | 4                                     |
| Participaciones en Copa Concacaf/Copa Oro  | 23                                    | 17                                    |
| Mejor puesto en Copa Mundial de Fútbol     | Cuartos de final (1970 y 1986)        | Tercer puesto (1930)                  |
| Mejor puesto en Copa Confederaciones       | Campeón (1999)                        | Subcampeón (2009)                     |
| Mejor puesto en Copa América               | Subcampeón (1993 y 2001)              | Cuarto puesto (1995 y 2016)           |
| Mejor puesto en Copa Oro de la Concacaf    | Campeón (13)                          | Campeón (7)                           |
| Más partidos en Copa Mundial de Fútbol     | Rafael Márquez (20)                   | Landon Donovan (12)                   |
| Más partidos en Copa Confederaciones       | Pável Pardo (16)                      | Landon Donovan y DaMarcus Beasley (8) |
| Más partidos en Copa América               | Claudio Suárez (22)                   | Cobi Jones y Alexi Lalas (9)          |
| Más partidos en Copa Oro de la Concacaf    | Andrés Guardado (18)                  | Landon Donovan (34)                   |
| Máximo goleador en Copa Mundial de Fútbol  | Luis Hernández y Javier Hernández (4) | Landon Donovan (5)                    |
| Máximo goleador en Copa Confederaciones    | Cuauhtémoc Blanco (9)                 | Clint Dempsey (3)                     |
| Máximo goleador en Copa América            | Luis Hernández (9)                    | Clint Dempsey y Eric Wynalda (3)      |
| Máximo goleador en Copa Oro de la Concacaf | Luis Roberto Alves (12)               | Landon Donovan (18)                   |
| Mejor resultado en Copa Mundial de Fútbol  | 4:0 vs El Salvador (1970)             | 3:0 vs Bélgica y Paraguay (1930)      |
| Mejor resultado en Copa Confederaciones    | 5:0 vs Arabia Saudita (1997)          | 3:0 vs Egipto (2009)                  |
| Mejor resultado en Copa América            | 6:0 vs Paraguay (2007)                | 4:0 vs Costa Rica (2016)              |
| Mejor resultado en Copa Oro de la Concacaf | 9:0 vs Martinica (1993)               | 6:0 vs Cuba (2015)                    |

### Distinciones individuales
| Asunto                              | México | Estados Unidos |
| ----------------------------------- | ------ | -------------- |
| Jugador del año de la Concacaf      | 3      | 0              |
| Guardameta del año de la Concacaf   | 0      | 3              |
| Balón de Oro de Copa Oro            | 7      | 5              |
| Bota de Oro de Copa Oro             | 5      | 6              |
| Bota de Oro de Copa Confederaciones | 1      | 0              |
| Bota de Oro de Copa América         | 2      | 0              |
| Guante de Oro de Copa Oro           | 1      | 1              |
| Total                               | 19     | 15             |

## Historial

### Primer partido
| Clasificación para la Copa Mundial 1934; 24 de mayo de 1934                                                  | Estados Unidos             | 4:2 (2:1) | México                 | Estadio Partido Nacional Fascista, Roma                     |                                                             |
| | Donelli 28', 32', 74', 87' | Reporte   | Alonso 23' · Mejía 75' | Asistencia: 10 000 espectadores Árbitro(s): Yossouf Mohamed | Asistencia: 10 000 espectadores Árbitro(s): Yossouf Mohamed |
| Primer partido oficial entre ambos selectivos. Estados Unidos clasifica a la Copa Mundial de Fútbol de 1934. |                            |           |                        |                                                             |                                                             |

### Selecciones absolutas
| #  | Fecha      | Ciudad           | Estadio                       | Local | Res.         | Visita | Competición                | Fase                       | Goleadores Local                                                                   | Goleadores Visita                                                                   | Asistencia |
| -- | ---------- | ---------------- | ----------------------------- | ----- | ------------ | ------ | -------------------------- | -------------------------- | ---------------------------------------------------------------------------------- | ----------------------------------------------------------------------------------- | ---------- |
| 1  | 24/05/1934 | Roma             | Partido Nacional Fascista     | USA   | 4-2          | MEX    | Mundial 1934 (C)           | Tercera fase               | Donelli (28', 32', 74', 87')                                                       | Alonso (23'), Mejía (75')                                                           | 10,000     |
| 2  | 12/09/1937 | Ciudad de México | Parque Asturias               | MEX   | 7-2          | USA    | Amistoso                   | Amistoso                   | Casarín (13', 74'), Argüelles (64', 76', 83'), Murgenson (79' a.g.), Herranz (89') | Rae (10'), McEwan (75')                                                             | 21,000     |
| 3  | 19/09/1937 | Ciudad de México | Parque Necaxa                 | MEX   | 7-3          | USA    | Amistoso                   | Amistoso                   | Casarín (36', 50'), Alonso (38', 54', 66'), García Cortina (63'), Argüelles (74')  | Nemchick (60', 87'), Laviada (89 a.g.)                                              | 22,000     |
| 4  | 26/09/1937 | Ciudad de México | Parque España                 | MEX   | 5-1          | USA    | Amistoso                   | Amistoso                   | V. García (15', 35'), E. Ruiz (63', 65'), Argüelles (75')                          | Rae (9')                                                                            | 10,000     |
| 5  | 13/07/1947 | La Habana        | Tropical                      | MEX   | 5-0          | USA    | Copa NAFC 1947             | Liguilla                   | A. López (3', 35', 85'), Segura (53'), Ruiz (78' pen.)                             |                                                                                     | 5,400      |
| 6  | 04/09/1949 | Ciudad de México | Ciudad de los Deportes        | MEX   | 6-0          | USA    | Mundial 1950 (C)           | Liguilla                   | A. Flores (20'), Luna (30'), de la Fuente (37', 55', 58'), Septién (85')           |                                                                                     | 60,000     |
| 7  | 18/09/1949 | Ciudad de México | Ciudad de los Deportes        | MEX   | 6-2          | USA    | Mundial 1950 (C)           | Liguilla                   | Ortiz (14'), Casarín (23', 41', 76'), de la Fuente (47'), Ochoa (89')              | Souza (52'), Wattman (90')                                                          | 54,500     |
| 8  | 10/01/1954 | Ciudad de México | Ciudad de los Deportes        | MEX   | 4-0          | USA    | Mundial 1954 (C)           | Liguilla                   | Balcázar (5'), Sheppell (16' a.g.), Lamadrid (47'), Naranjo (63')                  |                                                                                     | 60,000     |
| 9  | 14/01/1954 | Ciudad de México | Ciudad de los Deportes        | MEX   | 3-1          | USA    | Mundial 1954 (C)           | Liguilla                   | Torres (60', 89'), Lamadrid (82')                                                  | Looby (6')                                                                          | 40,000     |
| 10 | 07/04/1957 | Ciudad de México | Olímpico Universitario        | MEX   | 6-0          | USA    | Mundial 1958 (C)           | Preliminar Grupo 2         | Gutiérrez (14', 26'), Reyes (33', 69', 76'), H. Hernández (46')                    |                                                                                     | 75,000     |
| 11 | 28/04/1957 | Long Beach       | Veterans Memorial Coliseum    | USA   | 2-7          | MEX    | Mundial 1958 (C)           | Preliminar Grupo 2         | Ed Murphy (5', 45')                                                                | A. Hernández (22', 36', 82'), Gutiérrez (38'), H. Hernández (65', 87'), Sesma (79') | 12,500     |
| 12 | 03/11/1960 | Los Ángeles      | Wrigley Field                 | USA   | 3-3          | MEX    | Mundial 1962 (C)           | Preliminar Grupo 1         | Bicek (31'), Fister (58'), Zerhusen (84')                                          | S. Mercado (7'), Reyes (12', 21')                                                   | 8,000      |
| 13 | 06/11/1960 | Ciudad de México | Olímpico Universitario        | MEX   | 3-0          | USA    | Mundial 1962 (C)           | Preliminar Grupo 1         | S. Mercado (5'), Reyes (35'), Díaz (41')                                           |                                                                                     | 80,000     |
| 14 | 07/03/1965 | Los Ángeles      | Memorial Coliseum             | USA   | 2-2          | MEX    | Mundial 1966 (C)           | Preliminar Grupo 1         | Shmotolocha (49'), Bicek (59')                                                     | González (34'), Reyes (65')                                                         | 19,337     |
| 15 | 12/03/1965 | Ciudad de México | Olímpico Universitario        | MEX   | 2-0          | USA    | Mundial 1966 (C)           | Preliminar Grupo 1         | Díaz (8'), Navarro (56')                                                           |                                                                                     | 64,285     |
| 16 | 03/09/1972 | Ciudad de México | Azteca                        | MEX   | 3-1          | USA    | Mundial 1974 (C)           | Preliminar Grupo 1         | Victorino (12'), Bustos (47'), Borja (60')                                         | Roy (78')                                                                           | 29,891     |
| 17 | 10/09/1972 | Los Ángeles      | Memorial Coliseum             | USA   | 1-2          | MEX    | Mundial 1974 (C)           | Preliminar Grupo 1         | Geimer (8')                                                                        | Ceballos (11'), Borbolla (48')                                                      | 9,620      |
| 18 | 16/10/1973 | Ciudad de México | Azteca                        | MEX   | 2-0          | USA    | Amistoso                   | Amistoso                   | Victorino (31'), Bustos (46')                                                      |                                                                                     | 14,000     |
| 19 | 05/09/1974 | San Nicolás      | Universitario                 | MEX   | 3-1          | USA    | Amistoso                   | Amistoso                   | J. González (66'), López Salgado (79', 80')                                        | Vaninger (48')                                                                      | 25,000     |
| 20 | 08/09/1974 | Dallas           | Cotton Bowl                   | USA   | 0-1          | MEX    | Amistoso                   | Amistoso                   |                                                                                    | Trujillo (36')                                                                      | 22,164     |
| 21 | 24/08/1975 | Ciudad de México | Azteca                        | MEX   | 2-0          | USA    | Copa Ciudad de México 1975 | Copa Ciudad de México 1975 | Borja (44'), Delgado (66')                                                         |                                                                                     |            |
| 22 | 03/10/1976 | Los Ángeles      | Memorial Coliseum             | USA   | 0-0          | MEX    | Mundial 1978 (C)           | Preliminar NA              |                                                                                    |                                                                                     | 31,171     |
| 23 | 15/10/1976 | Puebla           | Cuauhtémoc                    | MEX   | 3-0          | USA    | Mundial 1978 (C)           | Preliminar NA              | Solís (28'), Damián (40'), Dávila (83' pen.)                                       |                                                                                     | 35,000     |
| 24 | 27/09/1977 | San Nicolás      | Universitario                 | MEX   | 3-0          | USA    | Amistoso                   | Amistoso                   | Cuéllar (12'), Jiménez (57'), Ortega (79')                                         |                                                                                     | 20,000     |
| 25 | 09/11/1980 | Ciudad de México | Azteca                        | MEX   | 5-1          | USA    | Mundial 1982 (C)           | Preliminar NA              | Sánchez (24'), Camacho (31', 55'), Mendizábal (37'), González (40')                | Davis (76' pen.)                                                                    | 90,000     |
| 26 | 23/11/1980 | Fort Lauderdale  | Lockhart Stadium              | USA   | 2-1          | MEX    | Mundial 1982 (C)           | Preliminar NA              | Moyers (31', 65')                                                                  | Sánchez (40')                                                                       | 2,126      |
| 27 | 10/05/1990 | Burnaby          | Stade Swangard                | USA   | 0-1          | MEX    | Copa NAFC 1990             | Liguilla                   |                                                                                    | Luis Flores (20')                                                                   | 2,542      |
| 28 | 12/03/1991 | Los Ángeles      | Memorial Coliseum             | USA   | 2-2          | MEX    | Copa NAFC 1991             | Liguilla                   | Washington (44'), Murray (89')                                                     | Valdez (53'), Espinoza (75')                                                        | 5,261      |
| 29 | 05/07/1991 | Los Ángeles      | Memorial Coliseum             | USA   | 2-0          | MEX    | Copa Oro 1991              | Semifinal                  | Doyle (48'), Vermes (64')                                                          |                                                                                     | 41,103     |
| 30 | 25/07/1993 | Ciudad de México | Azteca                        | MEX   | 4-0          | USA    | Copa Oro 1993              | Final                      | Ambriz (12'), Armstrong (31' a.g.), Alves (71'), Cantú (80')                       |                                                                                     | 120,000    |
| 31 | 13/10/1993 | Washington D. C. | RFK Memorial Stadium          | USA   | 1-1          | MEX    | Amistoso                   | Amistoso                   | Jones (82')                                                                        | del Olmo (62')                                                                      | 23,927     |
| 32 | 04/06/1994 | Pasadena         | Rose Bowl                     | USA   | 1-0          | MEX    | Amistoso                   | Amistoso                   | Wegerle (51')                                                                      |                                                                                     | 91,123     |
| 33 | 18/06/1995 | Washington D. C. | RFK Memorial Stadium          | USA   | 4-0          | MEX    | Copa USA 1995              |                            | Wegerle (3'), Dooley (25'), Harkes (36'), Reyna (67')                              |                                                                                     | 38,615     |
| 34 | 17/07/1995 | Paysandú         | Parque Artigas                | USA   | 0-0 (4-1 p.) | MEX    | Copa América 1995          | Cuartos de final           |                                                                                    |                                                                                     | 15,000     |
| 35 | 16/06/1996 | Pasadena         | Rose Bowl                     | USA   | 2-2          | MEX    | Copa USA 1996              |                            | Wynalda (34'), Dooley (90')                                                        | R. García (45'), Blanco (89')                                                       | 92,216     |
| 36 | 19/01/1997 | Pasadena         | Rose Bowl                     | USA   | 0-2          | MEX    | Copa USA 1997              |                            |                                                                                    | Alves (3'), García Aspe (71')                                                       | 31,725     |
| 37 | 20/04/1997 | Foxborough       | Foxboro Stadium               | USA   | 2-2          | MEX    | Mundial 1998 (C)           | Hexagonal                  | Pope (34'), N. Ramírez (73' a.g.)                                                  | Hermosillo (1'), Hernández (53')                                                    | 57,877     |
| 38 | 02/11/1997 | Ciudad de México | Azteca                        | MEX   | 0-0          | USA    | Mundial 1998 (C)           | Hexagonal                  |                                                                                    |                                                                                     | 115,000    |
| 39 | 15/02/1998 | Los Ángeles      | Memorial Coliseum             | USA   | 0-1          | MEX    | Copa Oro 1998              | Final                      |                                                                                    | Hernández (43')                                                                     | 91,255     |
| 40 | 13/03/1999 | San Diego        | Qualcomm Stadium              | USA   | 1-2          | MEX    | Copa USA 1999              |                            | Hedjuk (51')                                                                       | Fraser (14' a.g.), Abundis (57')                                                    | 50,234     |
| 41 | 01/08/1999 | Ciudad de México | Azteca                        | MEX   | 1-0 (t.s.)   | USA    | Confederaciones 1999       | Semifinal                  | Blanco (97')                                                                       |                                                                                     | 65,000     |
| 42 | 11/06/2000 | East Rutherford  | Giants Stadium                | USA   | 3-0          | MEX    | Copa USA 2000              |                            | Mc Bride (33'), Hedjuk (79'), Razov (85')                                          |                                                                                     | 45,008     |
| 43 | 25/10/2000 | Los Ángeles      | Memorial Coliseum             | USA   | 2-0          | MEX    | Amistoso                   | Amistoso                   | Donovan (50'), Wolff (79')                                                         |                                                                                     | 61,072     |
| 44 | 28/02/2001 | Columbus         | Columbus Crew Stadium         | USA   | 2-0          | MEX    | Mundial 2002 (C)           | Hexagonal                  | Wolff (47'), Stewart (87')                                                         |                                                                                     | 24,329     |
| 45 | 01/07/2001 | Ciudad de México | Azteca                        | MEX   | 1-0          | USA    | Mundial 2002 (C)           | Hexagonal                  | Borgetti (15')                                                                     |                                                                                     | 110,000    |
| 46 | 03/04/2002 | Denver           | Invesco Field at Mile High    | USA   | 1-0          | MEX    | Amistoso                   | Amistoso                   | Mathis (66')                                                                       |                                                                                     | 48,476     |
| 47 | 17/06/2002 | Jeonju           | World Cup Stadium             | MEX   | 0-2          | USA    | Mundial 2002               | Octavos de final           |                                                                                    | Mc Bride (8'), Donovan (65')                                                        | 36,380     |
| 48 | 08/05/2003 | Houston          | Reliant Stadium               | USA   | 0-0          | MEX    | Amistoso                   | Amistoso                   |                                                                                    |                                                                                     | 69,582     |
| 49 | 28/04/2004 | Dallas           | Cotton Bowl                   | USA   | 1-0          | MEX    | Amistoso                   | Amistoso                   | Pope (90')                                                                         |                                                                                     | 45,048     |
| 50 | 27/03/2005 | Ciudad de México | Azteca                        | MEX   | 2-1          | USA    | Mundial 2006 (C)           | Hexagonal                  | Borgetti (30'), Sinha (33')                                                        | Lewis (58')                                                                         | 110,000    |
| 51 | 03/09/2005 | Columbus         | Columbus Crew Stadium         | USA   | 2-0          | MEX    | Mundial 2006 (C)           | Hexagonal                  | Ralston (53'), Beasley (58')                                                       |                                                                                     | 24,685     |
| 52 | 07/02/2007 | Glendale         | University of Phoenix         | USA   | 2-0          | MEX    | Amistoso                   | Amistoso                   | Conrad (52'), Donovan (90')                                                        |                                                                                     | 62,462     |
| 53 | 24/06/2007 | Chicago          | Soldier Field                 | USA   | 2-1          | MEX    | Copa Oro 2007              | Final                      | Donovan (62' pen.), Feilhaber (73')                                                | Guardado (43')                                                                      | 60,000     |
| 54 | 06/02/2008 | Houston          | Reliant Stadium               | USA   | 2-2          | MEX    | Amistoso                   | Amistoso                   | Onyewu (29'), Altidore (40')                                                       | Magallón (35', 47')                                                                 | 70,103     |
| 55 | 11/02/2009 | Columbus         | Columbus Crew Stadium         | USA   | 2-0          | MEX    | Mundial 2010 (C)           | Hexagonal                  | Bradley (43', 90+2')                                                               |                                                                                     | 23,776     |
| 56 | 26/06/2009 | East Rutherford  | Giants Stadium                | USA   | 0-5          | MEX    | Copa Oro 2009              | Final                      |                                                                                    | Torrado (56' pen.), dos Santos (62'), Vela (67'), Castro (78'), Franco (89')        | 79,156     |
| 57 | 12/08/2009 | Ciudad de México | Azteca                        | MEX   | 2-1          | USA    | Mundial 2010 (C)           | Hexagonal                  | Castro (19'), Sabah (82')                                                          | Davies (9')                                                                         | 110,000    |
| 58 | 25/06/2011 | Pasadena         | Rose Bowl                     | USA   | 2-4          | MEX    | Copa Oro 2011              | Final                      | Bradley (8'), Donovan (23')                                                        | Barrera (29', 50'), Guardado (36'), dos Santos (76')                                | 93,420     |
| 59 | 10/08/2011 | Filadelfia       | Lincoln Financial Field       | USA   | 1-1          | MEX    | Amistoso                   | Amistoso                   | Rogers (73')                                                                       | Peralta (17')                                                                       | 30,138     |
| 60 | 15/08/2012 | Ciudad de México | Azteca                        | MEX   | 0-1          | USA    | Amistoso                   | Amistoso                   |                                                                                    | Orozco (80')                                                                        | 56,000     |
| 61 | 26/03/2013 | Ciudad de México | Azteca                        | MEX   | 0-0          | USA    | Mundial 2014 (C)           | Hexagonal                  |                                                                                    |                                                                                     | 85,500     |
| 62 | 10/09/2013 | Columbus         | Columbus Crew Stadium         | USA   | 2-0          | MEX    | Mundial 2014 (C)           | Hexagonal                  | Johnson (49'), Donovan (78')                                                       |                                                                                     | 24,584     |
| 63 | 02/04/2014 | Glendale         | University of Phoenix         | USA   | 2-2          | MEX    | Amistoso                   | Amistoso                   | Bradley (15'), Wondolowski (28')                                                   | Márquez (49'), Pulido (67')                                                         | 59,066     |
| 64 | 15/04/2015 | San Antonio      | Alamodome                     | USA   | 2-0          | MEX    | Amistoso                   | Amistoso                   | Morris (49'), Agudelo (72')                                                        |                                                                                     | 64,369     |
| 65 | 10/10/2015 | Pasadena         | Rose Bowl                     | USA   | 2-3 (t.s.)   | MEX    | Copa Concacaf 2015         | Final                      | Cameron (15'), Wood (108')                                                         | J. Hernández (10'), Peralta (96'), Aguilar (118')                                   | 93,420     |
| 66 | 11/11/2016 | Columbus         | Mapfre                        | USA   | 1-2          | MEX    | Mundial 2018 (C)           | Hexagonal                  | Wood (49')                                                                         | Layún (20'), Márquez (88')                                                          | 24,650     |
| 67 | 11/06/2017 | Ciudad de México | Azteca                        | MEX   | 1-1          | USA    | Mundial 2018 (C)           | Hexagonal                  | Vela (23')                                                                         | Bradley (6')                                                                        | 71,537     |
| 68 | 11/09/2018 | Nashville        | Nissan Stadium                | USA   | 1-0          | MEX    | Amistoso                   | Amistoso                   | Adams (71')                                                                        |                                                                                     | 40,194     |
| 69 | 07/07/2019 | Chicago          | Soldier Field                 | USA   | 0-1          | MEX    | Copa Oro 2019              | Final                      |                                                                                    | Jonathan dos Santos (73')                                                           | 62,493     |
| 70 | 06/09/2019 | East Rutherford  | MetLife Stadium               | USA   | 0-3          | MEX    | Amistoso                   | Amistoso                   |                                                                                    | J. Hernández (21'), Gutiérrez (78'), Antuna (82')                                   | 47,960     |
| 71 | 06/06/2021 | Denver           | Empower Field at Mile High    | USA   | 3-2 (t.s.)   | MEX    | Liga de Naciones           | Final                      | Reyna 27' · McKennie 82' · Pulisic 114' (pen.)                                     | Corona 1' · Lainez 79'                                                              | 37,648     |
| 72 | 01/08/2021 | Las Vegas        | Allegiant Stadium             | USA   | 1-0 (t.s.)   | MEX    | Copa Oro 2021              | Final                      | Robinson 117'                                                                      |                                                                                     | 61,114     |
| 73 | 12/11/2021 | Cincinnati       | TQL Stadium                   | USA   | 2-0          | MEX    | Mundial 2022 (C)           | Octagonal                  | Pulisic 74' · McKennie 85'                                                         |                                                                                     | 26,000     |
| 74 | 24/03/2022 | Ciudad de México | Estadio Azteca                | MEX   | 0-0          | USA    | Mundial 2022 (C)           | Octagonal                  |                                                                                    |                                                                                     | 40,000     |
| 75 | 19/04/2023 | Glendale         | University of Phoenix Stadium | USA   | 1-1          | MEX    | Amistoso                   | Amistoso                   | Ferreira (81')                                                                     | Antuna (55')                                                                        | 30,000     |
| 76 | 15/06/2023 | Las Vegas        | Allegiant Stadium             | USA   | 3-0          | MEX    | Liga de Naciones           | Semifinal                  | Pulisic 37' 46' · Pepi 78'                                                         |                                                                                     | 50,000     |
| 77 | 24/03/2024 | Arlington        | AT&T Stadium                  | MEX   | 0-2          | USA    | Liga de Naciones           | Final                      |                                                                                    | Adams 45' · Reyna 63'                                                               | 50,000     |
| 78 | 15/10/2024 | Guadalajara      | Estadio Akron                 | MEX   | 2-0          | USA    | Amistoso                   | Amistoso                   | Jiménez 22' · Huerta 49'                                                           |                                                                                     |            |
| 79 | 06/07/2025 | Houston          | NRG Stadium                   | USA   | 1-2          | MEX    | Copa Oro 2025              | Final                      | Richards 4'                                                                        | Jiménez 27' · Álvarez 77'                                                           | 70,925     |

### Eliminatoria preolímpica
(Incluye todas las categorías)
| #  | Fecha      | Ciudad           | Estadio                   | Local | Res. | Visita | Competición                 | Fase             | Goleadores Local                                                                             | Goleadores Visita                          | Asistencia |
| -- | ---------- | ---------------- | ------------------------- | ----- | ---- | ------ | --------------------------- | ---------------- | -------------------------------------------------------------------------------------------- | ------------------------------------------ | ---------- |
| 1  | 8/10/1959  | Ciudad de México | Olímpico Universitario    | MEX   | 2-0  | USA    | Preolímpico de las Américas | Primera ronda    | Díez (14'), Moreno (44')                                                                     |                                            | 30,000     |
| 2  | 22/11/1959 | Los Ángeles      | La Cienega Park           | USA   | 1-1  | MEX    | Preolímpico de las Américas | Primera ronda    | Looby (8')                                                                                   | Meza (85')                                 | 10,000     |
| 3  | 20/03/1964 | Ciudad de México | Olímpico Universitario    | MEX   | 2-1  | USA    | Preolímpico 1964            | Cuadrangular     | Vázquez (4'), Padilla (59')                                                                  | Gentile (54')                              | 10,000     |
| 4  | 23/01/1972 | Guadalajara      | Jalisco                   | MEX   | 1-1  | USA    | Preolímpico 1972            | Cuadrangular     | Cuéllar (31' pen.)                                                                           | Carenza (24')                              | 6,893      |
| 5  | 10/05/1972 | San Francisco    | Kezar Stadium             | USA   | 2-2  | MEX    | Preolímpico 1972            | Cuadrangular     | Seerey (41', 54')                                                                            | Cuéllar (18'), Peña (64')                  | 12,687     |
| 6  | 24/08/1975 | Toluca           | Nemesio Díez              | MEX   | 8-0  | USA    | Preolímpico 1976            | Segunda ronda NA | Rangel (27'), Tapia (30', 53', 68'), Carrillo (48'), Caballero (56', 65'), García (81' pen.) |                                            | 5,000      |
| 7  | 28/08/1975 | Wilmington       | Baynard Stadium           | USA   | 2-4  | MEX    | Preolímpico 1976            | Segunda ronda NA | Pires (1'), Chapla (58')                                                                     | Sánchez (23' pen.), Rangel (61', 77', 85') | 5,000      |
| 8  | 23/05/1979 | León             | León                      | MEX   | 4-0  | USA    | Preolímpico 1980            | Primera ronda NA | Sepúlveda (17'), Mendoza (20'), Rivera (77'), Morrone (81', a.g.)                            |                                            | 13,000     |
| 9  | 3/06/1979  | Nueva York       | Giants Stadium            | USA   | 0-2  | MEX    | Preolímpico 1980            | Primera ronda NA |                                                                                              | Herrera (38'), Lira (53')                  | 13,000     |
| 10 | 25/03/1992 | Ciudad de México | Azulgrana                 | MEX   | 1-2  | USA    | Preolímpico 1992            | Cuadrangular     | Pineda (54' pen.)                                                                            | Henderson (52'), Mike Lapper (73')         | 47,000     |
| 11 | 26/04/1992 | Betlehem         | Murray H. Goodman Stadium | USA   | 3-0  | MEX    | Preolímpico 1992            | Cuadrangular     | Snow (32', 80'), Henderson (36')                                                             |                                            | 13,927     |
| 12 | 10/02/2004 | Guadalajara      | Jalisco                   | MEX   | 4-0  | USA    | Preolímpico 2004            | Semifinal        | Márquez (25, 54'), Martínez (27'), Íñiguez (90')                                             |                                            | 60,000     |
| 13 | 24/03/2021 | Guadalajara      | Jalisco                   | MEX   | 1-0  | USA    | Preolímpico 2020            | Fase de grupos   | Antuna (45')                                                                                 |                                            |            |

### Juegos Panamericanos
(Incluye todas las categorías)
| # | Fecha      | Ciudad    | Estadio                     | Local          | Res. | Competición                               | Goleadores Local                              | Goleadores Visita           |
| - | ---------- | --------- | --------------------------- | -------------- | ---- | ----------------------------------------- | --------------------------------------------- | --------------------------- |
| 1 | 5/09/1959  | Chicago   | Hanson Park                 | Estados Unidos | 4-2  | Torneo de Fútbol de Chicago 1959          | Murphy (7', 87'), Looby (23'), Zerhusen (72') | Meza (16'), Contreras (89') |
| 2 | 15/10/1975 | Toluca    | La Bombonera                | México         | 3-1  | Torneo de Fútbol de Ciudad de México 1975 | Carrillo (20'), Tapia (31'), Gómez (40')      | Salvemini (75')             |
| 3 | 13/08/1991 | La Habana | Estadio Panamericano        | México         | 1-2  | Torneo de Fútbol de La Habana 1991        | Sin datos                                     |                             |
| 4 | 4/08/1999  | Winnipeg  | Complejo de Fútbol Winnipeg | México         | 4-0  | Torneo de Fútbol de Winnipeg 1999         | Sin datos                                     |                             |

### Sub-20
| #  | Fecha      | Ciudad        | Estadio               | Local          | Res. | Competición                              | Fase         | Goleadores Local                                                  | Goleadores Visita |
| -- | ---------- | ------------- | --------------------- | -------------- | ---- | ---------------------------------------- | ------------ | ----------------------------------------------------------------- | ----------------- |
| 1  | 28/09/1976 | San Juan      | Carolina Country Club | México         | 7-1  | Torneo Sub-20 de la Concacaf 1976        | Segunda fase | Rodríguez (7', 10', 18', 44' pen., 61'), Pérez (24'), Cosío (63') | Brusiloff (34')   |
| 2  | 17/08/1980 | Nueva York    | Giants Stadium        | Estados Unidos | 2-0  | Torneo Sub-20 de la Concacaf 1980        | Sin datos    |                                                                   |                   |
| 3  | 4/09/1984  | Puerto España | Hasely Crawford       | México         | 1-0  | Torneo Sub-20 de la Concacaf 1984        | Sin datos    |                                                                   |                   |
| 4  | 17/08/1986 | Puerto España | Hasely Crawford       | México         | 0-3  | Torneo Sub-20 de la Concacaf 1986        | Sin datos    |                                                                   |                   |
| 5  | 24/04/1988 | Guatemala     | ?                     | México         | 2-1  | Torneo Sub-20 de la Concacaf 1988        | Sin datos    |                                                                   |                   |
| 6  | 11/05/1990 | Guatemala     | ?                     | Estados Unidos | 1-3  | Torneo Sub-20 de la Concacaf 1990        |              |                                                                   |                   |
| 7  | 10/05/1992 | Victoria      | ?                     | México         | 3-0  | Torneo Sub-20 de la Concacaf 1992        |              |                                                                   |                   |
| 8  | 23/04/1996 | Saltillo      | ?                     | México         | 3-0  | Torneo Sub-20 de la Concacaf 1996        |              |                                                                   |                   |
| 9  | 3/03/2013  | Puebla        | Cuauhtémoc            | México         | 3-1  | Campeonato Sub-20 de la Concacaf de 2013 |              |                                                                   |                   |
| 10 | 27/02/2017 | San José      | Ricardo Saprissa      | Estados Unidos | 1-0  | Campeonato Sub-20 de la Concacaf de 2017 |              |                                                                   |                   |

### Sub-17
| # | Fecha      | Ciudad        | Estadio          | Local          | Res.      | Competición          | Fase             | Goleadores                                                                                      |
| - | ---------- | ------------- | ---------------- | -------------- | --------- | -------------------- | ---------------- | ----------------------------------------------------------------------------------------------- |
| 1 | 22/02/1987 | ?             | ?                | México         | 3-1       | Concacaf Sub-16 1987 | Segunda fase     | Sin datos                                                                                       |
| 2 | 31/03/1991 | Puerto España | ?                | México         | 1-1       | Concacaf Sub-17 1991 | Segunda fase     | Sin datos                                                                                       |
| 3 | 19/09/1992 | La Habana     | ?                | México         | 4-3       | Concacaf Sub-17 1992 | Segunda fase     | Sin datos                                                                                       |
| 4 | 13/11/1994 | San Salvador  | Cuscatlán        | México         | 2-1       | Concacaf Sub-17 1994 | Segunda fase     | Sin datos                                                                                       |
| 5 | 26/08/1996 | Puerto España | Hasely Crawford  | México         | 3-1       | Concacaf Sub-17 1996 | Segunda fase     | Sin datos                                                                                       |
| 6 | 20/11/1999 | Auckland      | North Harbour    | Estados Unidos | 3-2       | Mundial Sub-17 1999  | Cuartos de final | GolesBeasley (38'), Cila (43'), Beckerman (48') Vallejo (2'), Yanes (70')                       |
| 7 | 26/04/2017 | Panamá        | Maracaná         | México         | 3-4       | Concacaf Sub-17 2017 | Primera fase     | GolesDe la Rosa (6', 44'), Lindsey (90+2', a.g.) Sargent (26', 40'), Ferri (51'), Akinola (84') |
| 8 | 7/05/2017  | Panamá        | Rommel Fernández | Estados Unidos | 1-1 (4-5) | Concacaf Sub-17 2017 | Final            | GolesCarleton (62') Robles (90+2')                                                              |

## Resumen del historial
- Actualizado al 6 de julio de 2025.[35]

| Competición                          | PJ | PG | PE | PG | GF  | GF | %     | %     |
| ------------------------------------ | -- | -- | -- | -- | --- | -- | ----- | ----- |
| Copa Mundial de Fútbol               | 1  | 0  | 0  | 1  | 0   | 2  | 0     | 100   |
| Clasificación Copa Mundial de Fútbol | 31 | 16 | 8  | 7  | 68  | 35 | 63.22 | 28.74 |
| Copa FIFA Confederaciones            | 1  | 1  | 0  | 0  | 1   | 0  | 100   | 0     |
| Copa América                         | 1  | 0  | 1  | 0  | 0   | 0  | 33.33 | 33.33 |
| Copa Oro de la Concacaf              | 9  | 6  | 0  | 3  | 18  | 8  | 66.67 | 33.33 |
| Copa Concacaf                        | 1  | 1  | 0  | 0  | 3   | 2  | 100   | 0     |
| Liga de Naciones de la Concacaf      | 3  | 0  | 0  | 3  | 2   | 8  | 0     | 100   |
| Copa NAFC                            | 3  | 2  | 1  | 0  | 8   | 2  | 77.78 | 11.11 |
| Total oficiales                      | 50 | 26 | 10 | 14 | 100 | 57 | 58.67 | 34.67 |
| Total amistosos                      | 29 | 12 | 7  | 10 | 50  | 37 | 47.62 | 44.05 |
| Total                                | 79 | 38 | 17 | 24 | 150 | 94 | 55.27 | 37.55 |

## Eliminaciones directas por torneos oficiales de selecciones absolutas
- Copa Oro 1991 (Semifinal): Estados Unidos 2 - 0 México. Estados Unidos avanza.
- Copa América 1995 (Cuartos de final): Estados Unidos 0 - 0 (4 - 1 p.) México. Estados Unidos avanza.
- Copa FIFA Confederaciones 1999 (Semifinal): México 1 - 0 Estados Unidos. México avanza.
- Copa Mundial de Fútbol de 2002 (Octavos de final): México 0 - 2 Estados Unidos. Estados Unidos avanza.
- Copa Concacaf 2015 (Final): Estados Unidos 2 - 3 México. México clasifica a la Copa FIFA Confederaciones 2017.
- Liga de Naciones de la Concacaf 2022-23 (Semifinal): Estados Unidos 3 - 0 México. Estados Unidos avanza.

### Finales que definieron un título
| Edición                                                 | Campeón                                                 | Resultado                                               | Subcampeón                                              | Sede Final                                              |
| Copa Oro de la Concacaf/Liga de Naciones de la Concacaf | Copa Oro de la Concacaf/Liga de Naciones de la Concacaf | Copa Oro de la Concacaf/Liga de Naciones de la Concacaf | Copa Oro de la Concacaf/Liga de Naciones de la Concacaf | Copa Oro de la Concacaf/Liga de Naciones de la Concacaf |
| ------------------------------------------------------- | ------------------------------------------------------- | ------------------------------------------------------- | ------------------------------------------------------- | ------------------------------------------------------- |
| 1993                                                    | México                                                  | 4 - 0                                                   | Estados Unidos                                          | Estadio Azteca, Ciudad de México                        |
| 1998                                                    | México                                                  | 1 - 0                                                   | Estados Unidos                                          | Memorial Coliseum, Los Ángeles                          |
| 2007                                                    | Estados Unidos                                          | 2 - 1                                                   | México                                                  | Soldier Field, Chicago                                  |
| 2009                                                    | México                                                  | 5 - 0                                                   | Estados Unidos                                          | Giants Stadium, East Rutherford                         |
| 2011                                                    | México                                                  | 4 - 2                                                   | Estados Unidos                                          | Rose Bowl, Pasadena                                     |
| 2019                                                    | México                                                  | 1 - 0                                                   | Estados Unidos                                          | Soldier Field, Chicago                                  |
| 2021                                                    | Estados Unidos                                          | 3 - 2                                                   | México                                                  | Empower Field at Mile High, Denver                      |
| 2021                                                    | Estados Unidos                                          | 1 - 0                                                   | México                                                  | Allegiant Stadium, Las Vegas                            |
| 2024                                                    | Estados Unidos                                          | 2 - 0                                                   | México                                                  | AT&T Stadium, Arlington                                 |
| 2025                                                    | México                                                  | 2 - 1                                                   | Estados Unidos                                          | NRG Stadium, Houston                                    |

### Goleadores
| Jugador | Amistosos | Amistosos | Continental(1) | Continental(1) | Norteamérica(2) | Norteamérica(2) | Eliminatorias | Eliminatorias | Mundial(3) | Mundial(3) | Total | Total | Total |
| Jugador | P.J.      | G.        | P.J.           | G.             | P.J.            | G.              | P.J.          | G.            | P.J.       | G.         | P.J.  | G.    | P. G. |
| --- | --------- | --------- | -------------- | -------------- | --------------- | --------------- | ------------- | ------------- | ---------- | ---------- | ----- | ----- | ----- |
| Horacio Casarín | 2         | 4         | 0              | 0              | 0               | 0               | 2             | 3             | 0          | 0          | 4     | 7     | 1.75  |
| Salvador Reyes | 2         | 0         | 0              | 0              | 0               | 0               | 4             | 7             | 0          | 0          | 6     | 7     | 1.17  |
| Landon Donovan | 7         | 2         | 2              | 2              | 0               | 0               | 7             | 1             | 1          | 1          | 17    | 6     | 0.35  |
| Francisco Argüelles | 3         | 5         | 0              | 0              | 0               | 0               | 0             | 0             | 0          | 0          | 3     | 5     | 1.67  |
| Michael Bradley | 3         | 1         | 3              | 1              | 0               | 0               | 6             | 3             | 0          | 0          | 12    | 5     | 0.42  |
| Aldo Donelli | 0         | 0         | 0              | 0              | 0               | 0               | 1             | 4             | 0          | 0          | 1     | 4     | 4     |
| Luis de la Fuente | 0         | 0         | 0              | 0              | 0               | 0               | 2             | 4             | 0          | 0          | 2     | 4     | 2     |
| Manuel Alonso | 2         | 3         | 0              | 0              | 0               | 0               | 1             | 1             | 0          | 0          | 3     | 4     | 1.33  |
| Christian Pulisic | 1         | 0         | 3              | 3              | 0               | 0               | 4             | 1             | 0          | 0          | 8     | 4     | 0.5   |
| Adalberto López | 0         | 0         | 0              | 0              | 1               | 3               | 0             | 0             | 0          | 0          | 1     | 3     | 3     |
| Fello Hernández | 0         | 0         | 0              | 0              | 0               | 0               | 2             | 3             | 0          | 0          | 2     | 3     | 1.5   |
| Héctor Hernández | 0         | 0         | 0              | 0              | 0               | 0               | 2             | 3             | 0          | 0          | 2     | 3     | 1.5   |
| Crescencio Gutiérrez | 0         | 0         | 0              | 0              | 0               | 0               | 4             | 3             | 0          | 0          | 4     | 3     | 0.75  |
| (1)Copa Oro de la Concacaf, Copa América, Copa Concacaf. (2)Copa NAFC. (3)Copa Mundial de la FIFA, Copa FIFA Confederaciones. |           |           |                |                |                 |                 |               |               |            |            |       |       |       |

#### Por competición
| Competición               | Bandera de México            | Goles | Bandera de Estados Unidos | Goles |
| ------------------------- | ---------------------------- | ----- | ------------------------- | ----- |
| Copa Mundial de Fútbol    | Ninguno                      | -     | McBride y Donovan         | 1     |
| Clasif. Copa Mundial      | Salvador Reyes               | 7     | Aldo Donelli              | 4     |
| Copa FIFA Confederaciones | Cuauhtémoc Blanco            | 1     | Ninguno                   | -     |
| Copa América              | Ninguno                      | -     | Ninguno                   | -     |
| Copa Oro de la Concacaf   | dos Santos y Guardado        | 2     | Landon Donovan            | 2     |
| Copa NAFC                 | Adalberto López              | 3     | Murray y Washington       | 1     |
| Copa Concacaf             | Aguilar, Hernández y Peralta | 1     | Cameron y Wood            | 1     |
| Liga de Naciones          | Corona y Lainez              | 1     | Pulisic                   | 3     |

### Más presencias
| Jugador                                  | P. J. | Goles | Prom. | Ref.   |
| ---------------------------------------- | ----- | ----- | ----- | ------ |
| Landon Donovan                           | 17    | 6     | 0.35  | [ 36 ] |
| Cobi Jones                               | 17    | 1     | 0.06  | [ 37 ] |
| Rafael Márquez                           | 14    | 2     | 0.14  | [ 38 ] |
| Pável Pardo                              | 14    | 0     | 0     | [ 39 ] |
| Michael Bradley                          | 12    | 5     | 0.45  | [ 40 ] |
| Andrés Guardado                          | 11    | 2     | 0.18  | [ 41 ] |
| Brian McBride                            | 12    | 2     | 0.17  | [ 42 ] |
| Tim Howard                               | 12    | 0     | 0     | [ 43 ] |
| Alberto García Aspe                      | 11    | 1     | 0.09  | [ 44 ] |
| Gerardo Torrado                          | 11    | 1     | 0.09  | [ 45 ] |
| DaMarcus Beasley                         | 11    | 1     | 0.09  | [ 46 ] |
| Carlos Salcido                           | 11    | 0     | 0     | [ 47 ] |
| Jesús Gallardo                           | 11    | 0     | 0     | [ 48 ] |
| Eric Wynalda                             | 10    | 1     | 0.1   | [ 49 ] |
| Clint Dempsey                            | 10    | 0     | 0     | [ 50 ] |
| Claudio Suárez                           | 9     | 0     | 0     | [ 51 ] |
| Ramón Ramírez                            | 9     | 0     | 0     | [ 52 ] |
| Carlos Bocanegra                         | 9     | 0     | 0     | [ 53 ] |
| Última actualización: 6 de julio de 2025 |       |       |       |        |

### Máximas goleadas
| Fecha      | Resultado                   | Competición                     |
| ---------- | --------------------------- | ------------------------------- |
| 04/09/1949 | México 6 – 0 Estados Unidos | Copa NAFC 1949                  |
| 07/04/1957 | México 6 – 0 Estados Unidos | Clasificación Copa Mundial 1958 |
| 12/09/1937 | México 7 – 2 Estados Unidos | Amistoso                        |
| 28/04/1957 | México 7 – 2 Estados Unidos | Clasificación Copa Mundial 1958 |
| 13/07/1947 | México 5 – 0 Estados Unidos | Copa NAFC 1947                  |
| 26/06/2009 | México 5 – 0 Estados Unidos | Copa Oro 2009                   |

### Tripletes y pókers
| Fecha      | Jugador             | Goles | Resultado     | Competición                     |
| ---------- | ------------------- | ----- | ------------- | ------------------------------- |
| 24/05/1934 | Aldo Donelli        | 4     | USA 4 – 2 MEX | Clasificación Copa Mundial 1934 |
| 12/09/1937 | Francisco Argüelles | 3     | MEX 7 – 2 USA | Amistoso                        |
| 19/09/1937 | Manuel Alonso       | 3     | MEX 7 – 3 USA | Amistoso                        |
| 13/07/1947 | Adalberto López     | 3     | MEX 5 – 0 USA | Copa NAFC 1947                  |
| 04/09/1949 | Luis de la Fuente   | 3     | MEX 6 – 0 USA | Clasificación Copa Mundial 1950 |
| 18/09/1949 | Horacio Casarín     | 3     | MEX 6 – 2 USA | Clasificación Copa Mundial 1950 |
| 07/04/1957 | Salvador Reyes      | 3     | MEX 6 – 0 USA | Clasificación Copa Mundial 1958 |
| 28/04/1957 | Fello Hernández     | 3     | USA 2 – 7 MEX | Clasificación Copa Mundial 1958 |

### Sedes
| México | México           | México   | México  | México    | México   | México | México |
| #      | Ciudad           | Partidos | Ganados | Empatados | Perdidos | Goles  | Dif    |
| ------ | ---------------- | -------- | ------- | --------- | -------- | ------ | ------ |
| 1      | Ciudad de México | 23       | 19      | 3         | 1        | 72-15  | +57    |
| 2      | San Nicolás      | 2        | 2       | 0         | 0        | 6-1    | +5     |
| 3      | Nezahualcóyotl   | 1        | 1       | 0         | 0        | 2-1    | +1     |
| 4      | Puebla           | 1        | 1       | 0         | 0        | 3-0    | +3     |
| Total  | Total            | 27       | 23      | 3         | 1        | 83-17  | +66    |

| Estados Unidos | Estados Unidos   | Estados Unidos | Estados Unidos | Estados Unidos | Estados Unidos | Estados Unidos | Estados Unidos |
| #              | Ciudad           | Partidos       | Ganados        | Empatados      | Perdidos       | Goles          | Dif            |
| -------------- | ---------------- | -------------- | -------------- | -------------- | -------------- | -------------- | -------------- |
| 1              | Los Ángeles      | 8              | 2              | 4              | 2              | 12-10          | +2             |
| 2              | Columbus         | 5              | 4              | 0              | 1              | 9-2            | +7             |
| 3              | Pasadena         | 5              | 1              | 1              | 3              | 7-11           | -4             |
| 4              | Dallas           | 2              | 1              | 0              | 1              | 1-1            | 0              |
| 5              | East Rutherford  | 3              | 1              | 0              | 2              | 3-8            | -5             |
| 6              | Glendale         | 2              | 1              | 1              | 0              | 4-2            | +2             |
| 7              | Houston          | 3              | 0              | 2              | 1              | 3-4            | -1             |
| 8              | Washington D. C. | 2              | 1              | 1              | 0              | 5-1            | +4             |
| 9              | Chicago          | 2              | 1              | 0              | 1              | 2-2            | 0              |
| 10             | Denver           | 1              | 1              | 0              | 0              | 1-0            | +1             |
| 11             | Filadelfia       | 1              | 0              | 1              | 0              | 1-1            | 0              |
| 12             | Fort Lauderdale  | 1              | 1              | 0              | 0              | 2-1            | +1             |
| 13             | Foxborough       | 1              | 0              | 1              | 0              | 2-2            | 0              |
| 14             | Long Beach       | 1              | 0              | 0              | 1              | 2-7            | -5             |
| 15             | Nashville        | 0              | 1              | 0              | 0              | 1-0            | +1             |
| 16             | San Antonio      | 1              | 1              | 0              | 0              | 2-0            | +2             |
| 17             | San Diego        | 1              | 0              | 0              | 1              | 1-2            | -1             |
| Total          | Total            | 39             | 15             | 11             | 13             | 57-54          |                |

## Rivalidad entre clubes mexicanos y estadounidenses
La rivalidad entre ambas naciones en el fútbol no se limita al ámbito de las selecciones nacionales, ya que también se han suscitado varios enfrentamientos entre los clubes de la Liga MX y la Major League Soccer.

### Finales
| Campeón               | Resultado | Subcampeón                | Torneo                                   |
| --------------------- | --------- | ------------------------- | ---------------------------------------- |
| Cruz Azul             | 5–3       | Los Angeles Galaxy        | Copa de Campeones de la Concacaf 1997    |
| D. C. United          | 1–0       | Deportivo Toluca          | Copa de Campeones de la Concacaf 1998    |
| C.F. Monterrey        | 2–2; 1–0  | Real Salt Lake            | Liga de Campeones de la Concacaf 2010-11 |
| Tigres UANL           | 2–1       | Los Angeles F.C.          | Liga de Campeones de la Concacaf 2020    |
| Seattle Sounders F.C. | 2–2; 3–0  | Club Universidad Nacional | Liga de Campeones de la Concacaf 2022    |
| Club León             | 2–1; 1–0  | Los Angeles F.C.          | Liga de Campeones de la Concacaf 2023    |
| C.F. Pachuca          | 3–0       | Columbus Crew             | Copa de Campeones de la Concacaf 2024    |

## Palmarés

### Títulos oficiales a nivel de selecciones

#### Absolutos
| Competición                     | México | Estados Unidos |
| ------------------------------- | ------ | -------------- |
| Copa Mundial de Fútbol          | -      | -              |
| Copa FIFA Confederaciones       | 1      | -              |
| Copa Oro de la Concacaf         | 13     | 7              |
| Copa NAFC                       | 3      | -              |
| Copa Concacaf                   | 1      | -              |
| Liga de Naciones de la Concacaf | 1      | 3              |
| Totales                         | 19     | 10             |

#### Juveniles
| Competición                      | México | Estados Unidos |
| -------------------------------- | ------ | -------------- |
| Medallas de Oro Olímpicas Sub-23 | 1      | -              |
| Medallas de Oro Panamericanas    | 4      | 1              |
| Copa Mundial de Fútbol Sub-20    | -      | -              |
| Copa Mundial de Fútbol Sub-17    | 2      | -              |
| Campeonato Sub-20 de la Concacaf | 13     | 2              |
| Campeonato Sub-17 de la Concacaf | 8      | 3              |
| Campeonato Sub-15 de la Concacaf | 1      | -              |
| Preolímpico de Concacaf          | 8      | 1              |
| Total                            | 37     | 7              |

### Títulos oficiales a nivel de clubes
| Competición                             | México | Estados Unidos |
| --------------------------------------- | ------ | -------------- |
| Copa / Liga de Campeones de la Concacaf | 37     | 3              |
| Copa de Gigantes de la Concacaf         | 1      | 0              |
| Recopa de la Concacaf                   | 3      | 0              |
| Copa Interamericana                     | 3      | 1              |
| Copa Sudamericana                       | 1      | 0              |
| Total                                   | 45     | 4              |

### Total de títulos
| Ámbito      | México | Estados Unidos |
| ----------- | ------ | -------------- |
| Selecciones | 56     | 16             |
| Clubes      | 45     | 4              |
| Total       | 101    | 20             |

## Incidentes
Antes de un partido de clasificación para los Juegos Olímpicos en Guadalajara, México, el 10 de febrero de 2004, el jugador estadounidense Landon Donovan según informes orinó en el terreno de juego durante la práctica, de acuerdo con medios de comunicación mexicanos, esto enfureció a los aficionados mexicanos y a medios de comunicación. Sin embargo en un vídeo posterior mostró que Donovan en realidad orinó cerca de unos arbustos fuera de las áreas de práctica. Dos días después, el 12 de febrero de 2004, México derrotó a los Estados Unidos por 4-0, y se escuchó a la multitud cantar «Osama, Osama, Osama», en referencia a Osama bin Laden y los atentados del 11 de septiembre de 2001.
En un partido amistoso celebrado en Glendale, Arizona el 7 de febrero de 2007, Landon Donovan anotó en tiempo de descuento para dar a los Estados Unidos una ventaja de 2-0 y vencer a México. Tras el gol, el portero mexicano Oswaldo Sánchez intentó agredir al jugador estadounidense Eddie Johnson, mientras el delantero estaba corriendo para celebrar el gol con Donovan. No hubo contacto, y no se le otorgó ninguna amonestación a Sánchez.
El 11 de febrero de 2009, se celebró el primer partido de clasificación para la Copa del Mundo de 2010 en Columbus Crew Stadium, y resultó en una victoria 2-0 para los Estados Unidos sobre México. Después del partido, Frankie Hejduk estuvo involucrado en un altercado con el entrenador asistente mexicano Francisco "Paco" Javier Ramírez, quien le dio una palmada a Hejduk en los túneles ya que ambos equipos se dirigieron a los vestuarios. Al final Hejduk no tomó represalias, y Ramírez no fue reprendido.
El 6 de junio de 2021, en la primera final de la Liga de Naciones de la Concacaf, el partido se vio empañado por varios incidentes de juego demasiado físico, peleas entre ambos bandos y las lesiones sufridas por el jugador estadounidense Gio Reyna, después de ser golpeado por un proyectil lanzado por un ventilador al momento de que su equipo tomara la delantera en el marcador por 3 a 2.
El 15 de junio de 2023 en las semifinales de la Liga de Naciones de la Concacaf se daba uno de los duelos más recordados en la rivalidad, no solo porque los Estados Unidos vencieron a México por una diferencia de tres goles (3-0) en un partido oficial de la FIFA por primera vez, sino por los incidentes que se efectuaron durante ese partido. Hubo comportamientos violentos en jugadores de ambas naciones, a tal grado de que el árbitro expulsara a cuatro de ellos (dos en cada equipo), y sacar 10 amonestaciones en total, incluido a Weston McKennie con su camiseta rota tras una riña con César Montes. El juego fue cancelado temprano debido al famoso grito de tinte homofóbico de los fanáticos mexicanos.
Estados Unidos y México también compiten para convencer a los jugadores que son elegibles para jugar para ambas selecciones (por ejemplo, un jugador que nació en los Estados Unidos de padres mexicanos). A partir de diciembre del 2021, ahora son tres jugadores, Martín Vásquez, Edgar Castillo y Julián Araujo quienes han jugado para ambas naciones.